# Кингстон Мајнс (Илиноис)
Кингстон Мајнс (енгл. Kingston Mines) град је у америчкој савезној држави Илиноис.

## Демографија
По попису из 2010. године број становника је 302, што је 43 (16,6%) становника више него 2000. године.
| Група             | 2000.       | 2010.       |
| Белци             | 246 (95,0%) | 289 (95,7%) |
| Афроамериканци    | 0 (0,0%)    | 3 (1,0%)    |
| Азијати           | 0 (0,0%)    | 0 (0,0%)    |
| Хиспаноамериканци | 8 (3,1%)    | 4 (1,3%)    |
| Укупно            | 259         | 302         |